# Winna Góra (Jordanów Śląski)
Winna Góra (deutsch Karlsdorf-Weinberg) ist ein Ort in der Landgemeinde Jordanów Śląski (Jordansmühl) im Powiat Wrocławski (Kreis Breslau) der Woiwodschaft Niederschlesien in Polen.

## Lage
Winna Góra liegt ca. fünf Kilometer westlich von Jordanów Śląski (Jordansmühl) und 35 Kilometer südwestlich von Breslau. Nachbarorte sind Przemiłów (Schieferstein) im Westen, Świątniki (Schwentnig) im Norden, Karolin (Karlsdorf) im Süden und Tomice (Thomnitz) im Osten.

## Geschichte
Weinberg wurde 1371 erstmals erwähnt und Karlsdorf 1375. Seit dem 17./18. Jahrhundert gehörten Karlsdorf und Weinberg der Familie der Herren von Schickfuß. Bekannt wurden hier der Landesälteste Leopold Deodat von Schickfuß und Neudorf (1670–1698), verheiratet mit Anna Eleonore von Heugel und Polockwitz, und sein posthum geborener Sohn Leopold Sigismund von Schickfuß  (1698–1742). Nach dem Ersten Schlesischen Krieg 1742 fielen beide Dörfer mit dem größten Teil Schlesiens an Preußen. Die alten Verwaltungsstrukturen wurden aufgelöst und Karlsdorf-Weinberg in den Landkreis Nimptsch eingegliedert. 1783 zählte Weinberg, ein Vorwerk, vier Bauern, zwölf Häuser und 106 Einwohner. 1845 waren es 21 Häuser, ein Vorwerk, 112 überwiegend evangelische Einwohner (vier katholisch), evangelische Kirche zu Klein-Kniegnitz, katholische Kirche zu Schlaupitz, eine Freischoltisei, drei Handwerker und ein Kramer.
1845 zählte Karlsdorf 18 Häuser, ein herrschaftliches Schloss mit Vorwerk, 156 überwiegend evangelische Einwohner (17 katholisch), evangelische Kirche zu Langenöls, katholische Kirche zu Schlaupitz, eine Wassermühle, eine Brau- und Brennerei, drei Handwerker, drei Händler, eine herrschaftliche Ziegelei und 1102 Merinoschafe. Zu Karlsdorf gehörte außerdem der Weiler Karlsbrunn, mit drei Häusern, 10 Einwohnern und einer Wassermühle. Bis 1843 war der Jurist Friedrich Mens Gutsinhaber. Ab 1843/1845 besaß Karlsdorf und Weinberg dann sein Sohn, der Leutnant und spätere Major d. R. des 1. Schlesischen Husaren-Regiments Nr. 4, 1874 in Berlin in den preußischen Adelsstand versetzte Rudolf (Rudolph) von Mens das Gut. Er erhielt amtlich die Berichtigung zur Einrichtung zweier Bergwerke, Rosa I und Rosa II genannt, die sich auch in der Gemarkung des Ortes und der benachbarten Dörfer befanden. Später kam ein Nachfahre der zu Wohlstand gelangten bürgerlichen Familie Websky als Gutsbesitzer nach Karlsdorf. Es war der jüngere Sohn des 1888 zu Schloss Charlottenburg geadelten Premieur-Leutnants Justus von Websky-Schwengfeld, Viktor von Websky (1869–1952). Herr von Websky-Karlsdorf war der letzte Präsident der Deutschen Landwirtschafts-Gesellschaft, bis zu deren Zwangsfusion mit dem NS-Reichsnährstand 1934. Mit Peter (1897–1942) und Viktor jun. von Websky-Karlsdorf (1900–1951) starben die ältesten beiden in Karlsdorf geborenen Söhne des letzten Gutsherrn als Offiziere im 2. Weltkrieg, respektive in Kriegsgefangenschaft. Der jüngste Sohn Hubertus von Websky lebte in den 1940er Jahren mit seiner Ehefrau Gerda Contenius auf der Farm Neuhof bei Dordabis im damaligen Südwestafrika.  
1874 wurde der Amtsbezirk Karlsdorf gebildet, zu dem auch Weinberg gehörte. Um 1908 erfolgte der Zusammenschluss zur Landgemeinde Karlsdorf-Weinberg sowie 1929 die Umbenennung des Amtsbezirks Karlsdorf in Amtsbezirk Karlsdorf-Weinberg. Bis 1932 verblieb die Ortschaft im Kreis Nimptsch.
Zum 1. Oktober 1932 wurde der Landkreis Nimptsch aufgelöst und Karlsdorf-Weinberg in den neugeschaffenen Landkreis Reichenbach (Eulengebirge) eingegliedert. 

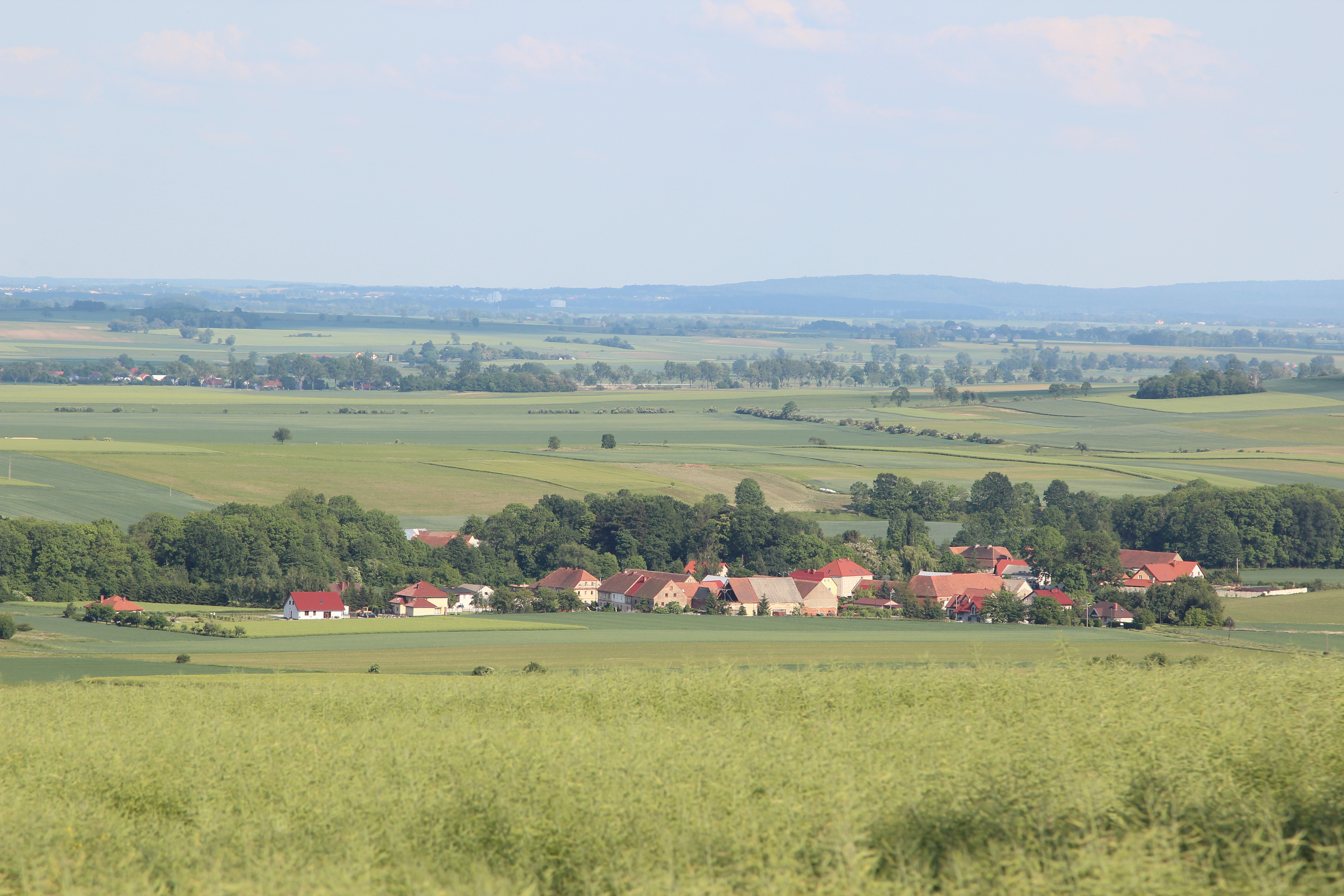
Winna Gora

Als Folge des Zweiten Weltkriegs fiel Karlsdorf-Weinberg mit dem größten Teil Schlesiens an Polen. Nachfolgend wurde es in Winna Góra umbenannt. Die deutschen Einwohner wurden, soweit sie nicht schon vorher geflohen waren, vertrieben. Die neu angesiedelten Bewohner waren teilweise Zwangsumgesiedelte aus Ostpolen, das an die Sowjetunion gefallen war.